# 滨宁合 (西澳)
滨宁合（英文：Binningup）是一个位於西澳大利亞州西南區，曼杜拉和班伯利之間的城鎮。於2006年，其人口為950人。

## 歷史
滨宁合這個名字截取自滨宁合海滩屋苑，而滨宁合源自一個原住民传统名字。早於1849年，滨宁合此名稱被提及。而於1953年，由哈維來的定居者首次稱呼這一帶為滨宁合。到了20世紀初期，斯普林希尔的居民開始來到這一帶游泳。而於第二次世界大戰期間，這一帶成為了澳洲自愿防卫军的一個瞭望点。
於1950年，特德·霍尔特豪斯和戈登·古德森被委派加入哈维中路委员会（今哈维郡议会）監察，並就發展濱寧合提出意見。經過兩年的辯論及互相的评估之後，委员会獲授權發展該區。接著，一些集團购买了這一帶的一些农田和区域作發展之用。
截至1962年，這一帶只有一個居民。但是，在接下來的5年裡，人們建造了许多房屋，並且建造了一條通往旧海岸公路的馬路。在哈維郡的批准下，滨宁合於1963年正式成為一個城鎮。

## 現況
滨宁合現在是一個沿海小鎮，並且擁有一個位於莱克伍德海岸，风景秀丽的高尔夫球场。在小鎮附近的主海灘亦恰好受保護於與海灘平行的礁石群。小鎮擁有一間商店、大篷车公园、滑板公园、娱乐中心、青年营、公共图书馆以及公共廣場。

### 旅游
滨宁合是一個著名的中途停留站於，有不少來自珀斯的遊客都會逗留於小鎮一天。因此，鎮內不少建築都是供遊客居住。
主海灘的水質沒有被污染，且水完全不混濁，因此受泳客歡迎，並且每年夏季都能吸引過百遊客到滨宁合主海灘遊泳。因滨宁合附近的礁石群含有多种海洋生物，因此亦成釣魚客的釣魚勝地之一。

### 海水淡化厂
位於滨宁合的海水淡化厂將海水淡化成食水，並向周邊城市和村鎮提供食水，其中包括珀斯、班伯利、卡尔古利和曼杜拉。

## 外部連結
- 滨宁合的市鎮地圖